# トルコ航空634便着陸失敗事故
トルコ航空634便着陸失敗事故(とるここうくう634びんちゃくりくしっぱいじこ)は、2003年1月8日20時19分（EET）に発生した事故である。アタテュルク国際空港発ディヤルバクル空港行だったトルコ航空634便（ブリティッシュ・エアロスペース社製アブロ RJ100）が悪天候の中で、ディヤルバクル空港へ進入中に滑走路から900メートル地点に墜落し、乗員乗客80人中75人が死亡した。

## 事故機と乗員乗客

### 事故機
事故機のブリティッシュ・エアロスペースアブロ RJ100は1993年にE3241として製造された機体であった。4基のハネウェル ALF 502-1Fを搭載しており、1994年3月に初飛行を行った。事故発生時までに、合計20,000時間、17,000サイクルを飛行していた。

### 乗員乗客
634便には2人のパイロットと3人の乗務員が乗務していた。機長は34歳で、元トルコ空軍パイロットであった。1995年にトルコ航空に入社し、合計6,309時間の飛行経験があった。副操縦士は33歳で、1998年にトルコ航空に入社し、合計2,052時間の飛行経験があった。634便には75人の乗客が乗っており、乗員乗客80人のうち、6人の乗客が事故後に救助されたが、1人が後に死亡した。

## 事故の経緯

### 事故
634便はEET18時43分（UTC16時43分）アタテュルク国際空港を離陸し、約2時間後にディヤルバクル空港手前40海里（70キロ）地点まで飛行し、管制官にVORを使用した滑走路34への進入を要求した。管制官は9,000フィート (2,700 m)への降下を許可し、空港付近の天候を、無風、視界3,500メートル (1.9 nmi)と伝えた。
634便が滑走路34から8海里 (15 km)、高度5,000フィート (1,500 m)を飛行中に、管制官はパイロットに進入を継続するかどうかを報告するように伝えた。パイロットは、着陸装置を降ろし、フラップを展開した。634便は最低降下高度（MDA）の2,800フィート (850 m)まで降下した。グライドスロープによる進入ではないため、MDAで滑走路が見えない場合には着陸復航をしなくてはならなかった。しかし、パイロット達は、濃霧のため滑走路を視認できていないようだった。パイロットの1人が何らかのライトを確認していたが、詳しくは分からなかった。
機長は、標準的な手順を無視して、滑走路まで1マイル (1.6 km)近づくことを決断し、MDAをはるかに下回るおよそ500フィート（150m）まで降下した。滑走路から1マイル、高度200フィート (61 m)地点で、対地接近警報装置（GPWS）が作動した。パイロットは8秒後に着陸中止を決断したが、すでに手遅れで、EET20時19分（UTC18時19分）に約131ノット (243 km/h)で滑走路34の端から900メートル (3,000 ft)の地点に墜落した。
機体は約200メートル (660 ft)ほど地面を滑り、3つに分解し、爆発して炎上した。残骸は約800平方メートル (8,600 sq ft)の範囲に散らばっていた。
事故により、パイロットと3人の乗員、75人の乗客のうちの69人が死亡した。6人の乗客が生き残ったが、うち1人は病院で死亡した。

### 救助活動
事故現場が空港に近かったため、ディヤルバクル航空基地から2機のヘリコプターが出動した。しかし、目撃者によると、視界が1メートル以下だったために救助活動を行えなかった。事故による火災を消火するため、消防車が配備された。

## 事故原因

### 事故調査
事故調査は、トルコ民間航空局（DGCA）によって行われた。コックピットボイスレコーダー（CVR）とフライトデータレコーダー（FDR）は回収され、研究所に送られた。
機長と副操縦士は、適切に訓練され、経験も豊かであった。634便の乗務前には、十分な休息をとっており、アルコール検査も陰性だった。
調査官は、機体に問題があったのではないかと疑い調査したが、異常があった痕跡は見つからなかった。エンジンも事故直前まで正常に動作していたことも判明した。機体は着陸装置を降ろし、フラップも通常通り動作しており、高度計にも異常はなかった。また、CVRには対地接近警報装置（GPWS）の警報音も録音されていた。
救助隊は、現場に到着したときに濃霧で視界が1メートル (3.3 ft)ほどしかなかったことを報告した。これは、管制官が634便のパイロットに伝えた気象情報とは全く異なっていた。救助隊は、残骸の近くまで近づかなければ火災も目視できないほどだったと述べた。
FDRとCVRを分析したところ、機体は墜落の瞬間に方位339度で滑走路34の端から900メートル（3,000フィート）地点に、5度の機首上げ状態で地面に接触していた。

### 最終報告
最終報告書は約2年の事故調査を経て2005年4月に提出された。
報告書には事故原因として以下の事が述べられた。
トルコ航空のパイロット組合は、計器着陸装置があれば墜落は防げただろうと述べた。